# Wittenhagen (Feldberger Seenlandschaft)
 Wittenhagen ist ein Ortsteil der Gemeinde Feldberger Seenlandschaft im Südosten des Landkreises Mecklenburgische Seenplatte in Mecklenburg-Vorpommern. Wittenhagen ist ein staatlich anerkannter Erholungsort.

## Geografie und Verkehrsanbindung
Wittenhagen liegt nordöstlich der Stadt Feldberg an der Einmündung der Landesstraße L 341 in die L 34. Unweit des Ortes liegen mehrere Seen: östlich der 41,2 ha große Wootzensee, südlich der 166 ha große Zansen und der 9,5 ha große Scharteisensee, südwestlich der 145 ha große Schmale Luzin, westlich der 131 ha große Feldberger Haussee und nordwestlich der 345 ha große Breite Luzin. Südwestlich erstreckt sich das 340 ha große Naturschutzgebiet Hullerbusch und Schmaler Luzin.

## Sehenswürdigkeiten

### Baudenkmale
In der Liste der Baudenkmale in Feldberger Seenlandschaft sind für Wittenhagen zwei Baudenkmale aufgeführt, darunter 
- die Dorfkirche mit einer Feldsteinmauer aus dem Jahr 1758